# Depeche Mode Live in Berlin
Albums de Depeche Mode
Tour of the Universe : Barcelona 20/21.11.09
(2010)
Depeche Mode Live in Berlin est une vidéo publiée par Depeche Mode, comprenant un concert entier de leur tournée mondiale de 2013 et 2014 intitulée The Delta Machine Tour.

## Liste des pistes

### Concert
1. Welcome to My World
2. Angel
3. Walking in My Shoes
4. Precious
5. Black Celebration
6. Should Be Higher
7. Policy of Truth
8. The Child Inside
9. But Not Tonight
10. Heaven
11. Soothe My Soul
12. A Pain That I'm Used To (version "Jacques Lu Cont Remix")
13. A Question of Time
14. Enjoy the Silence
15. Personal Jesus
16. Shake the Disease
17. Halo (version "Goldfrapp Remix")
18. Just Can't Get Enough
19. I Feel You (version "Helmet at the Helm Mix")
20. Never Let Me Down Again
21. Goodbye

### Delta Machine – Vidéos
1. Heaven
2. Soothe My Soul
3. Should Be Higher

## Personnel
- Dave Gahan – chant
- Martin L. Gore – guitare électrique, claviers, chant, chœurs
- Andy Fletcher – claviers, chœurs
- Christian Eigner – batterie, claviers
- Peter Gordeno – claviers, chœurs, guitare basse